# Judy Agnew

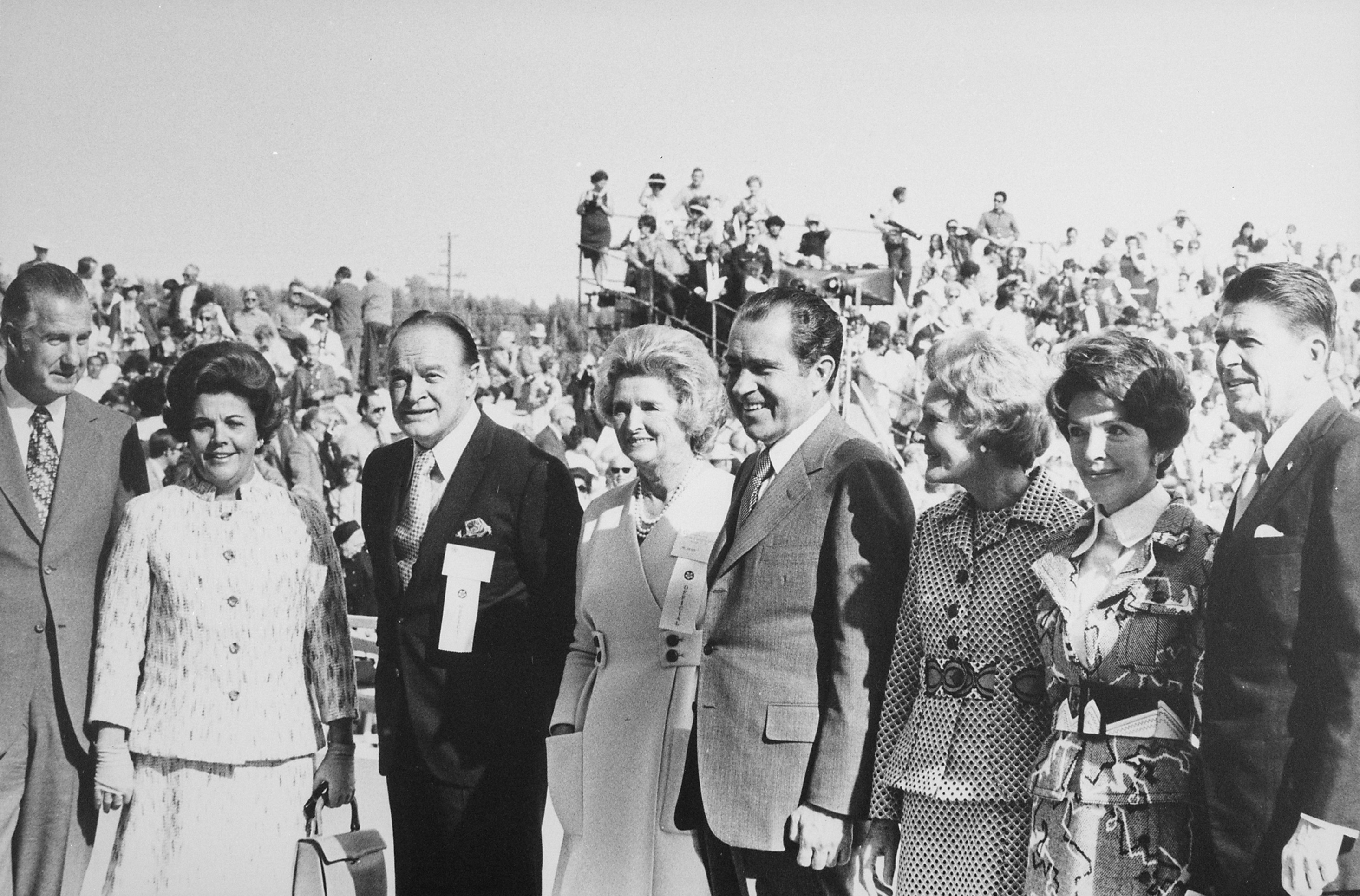
Judy Agnew (2. von links nebst Ehemann)

Elinor Isabel „Judy“ Judefind Agnew (* 23. April 1921 in Baltimore, Maryland; † 20. Juni 2012 in Rancho Mirage (Kalifornien)) war die Ehefrau Spiro Agnews, des ehemaligen Vizepräsidenten der Vereinigten Staaten.
Ihr Vater William Lee Judefind war Chemiker, ihre Mutter Ruth Elinor Schafer Hausfrau. Ihr Großvater väterlicherseits war ein methodistischer Geistlicher.

## Jugend und Berufsleben
Agnew hatte in einem Interview zugegeben, dass ihr Vater der Ansicht war, das College sei für Frauen Verschwendung, weshalb sie anstelle einer solchen Ausbildung eine Arbeit als Archivkraft antrat. Während sie für die Maryland Casuality Company arbeitete, lernte sie Theodore Agnew kennen, den sie „Spiro“ nannte. Bei ihrem ersten Date gingen sie ins Kino und kauften sich danach Schoko-Milchshakes.

## Ehe und Zeit als Second Lady der Vereinigten Staaten
Judefind heiratete Agnew am 27. Mai 1942 in Baltimore; nur zwei Monate vorher hatte er seinen Abschluss an der Army Officer Candidate School gemacht. Sie bekamen vier Kinder: Pamela Lee, James Rand, Susan Scott und Elinor Kimberly.
Während die Familie in Annapolis lebte, arbeitete Judy Agnew als Präsidentin des örtlichen Elternbeirates und engagierte sich freiwillig als Girl Scout-Leiterin und als Vorstandsmitglied für den gemeinnützigen Kiwanis Club. Die Presse machte sie bekannt als Frau, die Cocktails in Erdnussbuttergläsern servierte. Sie war First Lady von Maryland von Januar 1967 bis Januar 1969.
Als Richard Nixon ihren Mann als Kandidaten für das Amt des Vizepräsidenten nominierte, war Judy Agnew’s Reaktion „kommst du da wieder raus?“ Von der Presse nach ihrer Meinung zur Kandidatur ihres Mannes gefragt, antwortete sie, sie versuche nur die Aschenbecher sauber zu halten.
Agnew hielt sich während ihrer Zeit als Second Lady politischen Gesprächen lieber fern. Sie gab 1967 in der Evening Sun an, sie mache „kleine Anmerkungen“ bei verschiedenen Gelegenheiten, sei aber keine Rednerin. Sie sei keine „echte Wahlkämpferin“. 1970 sagte sie der Parade, wenn sie nach ihrem Abschluss gefragt werde, würde sie stolz sagen, ihr Hauptfach sei „Ehe“ gewesen. Dennoch gab sie einige politische Statements während ihrer Zeit als Second Lady. So bezeichnete sie 1971 manche Aktionen von Feministinnen als „dumm“, eine Befreiung sei bei ihr nicht mehr nötig. Ein von der Zeitschrift McCall’s als Reaktion auf ihr Statement veröffentlichter Leserbrief warf Agnew vor, die Emanzipation um hundert Jahre zurückzuwerfen.
Agnew wird außerdem von der New York Times zitiert, sie hätte „keinen Gebrauch“ für Hippies, obwohl sie zugab, keinen einzigen zu kennen.
Konfrontiert mit Vorwürfen der Bestechlichkeit und Steuerhinterziehung trat Spiro Agnew 1973 als Vizepräsident zurück. In einer Einigung mit der Staatsanwaltschaft hatte er den Anklagepunkt der Steuerhinterziehung mit einer nolo-contendere-Einlassung akzeptiert und wurde im Strafprozess zu einer Geldstrafe und dreijähriger Bewährung verurteilt. Die übrigen Anklagepunkte wurden nicht verhandelt, die zugehörigen Beweismittel aber mit der Anklageschrift zu den Akten gelegt. Am Tag des Rücktritts hatte Judy Agnew einen Zusammenbruch bei einer Mittagsverabredung. In einem Zivilverfahren, das sich von 1976 bis 1983 zog, wurde Spiro Agnew schließlich dazu verurteilt, die erhaltenen Bestechungsgelder und Zinsen an den Bundesstaat Maryland zu zahlen.